# Michael Atiyah
Michael Francis Atiyah OM, FRS, FRSE (Hampstead, Londen, 22 april 1929 – Edinburgh, 11 januari 2019) was een invloedrijke twintigste-eeuwse Britse wiskundige. 
Michael Atiyah werd geboren in een Grieks-orthodox gezin. Zijn vader, Edward Atiyah, was Libanees en zijn moeder, Jean Atiyah-Levens, was Schots. Hij groeide op in Soedan en Egypte, maar bracht het grootste deel van zijn academische leven in het Verenigd Koninkrijk aan de Universiteit van Oxford en die van Cambridge en in de Verenigde Staten aan het Institute for Advanced Study door. Hij was voorzitter van de Royal Society (1990-1995), master van Trinity College (Cambridge) (1990-1997), kanselier van de Universiteit van Leicester (1995-2005), en president van de Royal Society of Edinburgh (2005-2008). Atiyah was na zijn emeritaat erehoogleraar aan de Universiteit van Edinburgh.
Atiyah werkte nauw samen met de wiskundigen Raoul Bott, Friedrich Hirzebruch en Isadore Singer. Onder zijn studenten zijn  Graeme Segal, Nigel Hitchin en Simon Donaldson. Samen met Hirzebruch legde hij het fundament voor de topologische K-theorie, een belangrijk gereedschap in de algebraïsche topologie. Informeel gesproken beschrijft topologische K-theorie manieren waarop ruimten kunnen worden verwrongen. Zijn meest bekende resultaat, het samen met Singer geleverde bewijs voor de indexstelling van Atiyah-Singer dateert uit 1963 en wordt veel gebruikt in het tellen van het aantal onafhankelijke oplossingen voor bepaalde types differentiaalvergelijkingen. Een deel van zijn recentere werk is geïnspireerd door de theoretische natuurkunde, met name dat over instantonen en monopolen, en hebben geleid tot enkele subtiele correcties in de  kwantumveldentheorie. In 1966 werd hij bekroond met de Fields-medaille, in 1988 met de Copley Medal en in 2004 met de Abelprijs.
In september 2018 beweerde Atiyah dat hij een ‘eenvoudig bewijs’ heeft geformuleerd voor de beroemde Riemann-hypothese. Het bewijs hield niet stand. 

## Werken
- (en)  M.F. Atiyah en I.G. MacDonald, "Introduction to Commutative Algebra" (Inleiding tot de commutatieve algebra), Westview Press 1969, ISBN 0-201-40751-5.